# Husflugor
Husflugor (Musca) är ett släkte i familjen egentliga flugor (Muscidae).

## Arter i urval
Släktet omfattar 83 arter, här följer en lista på några av dem:
- Husfluga (Musca domestica)
- Höstfluga (Musca autumnalis)
- Musca curviforceps
- Musca leucocephala
- Musca nevilli
- Musca sorbens
- Musca tempestiva
- Musca vetustissima

Galleri med exempel på arter
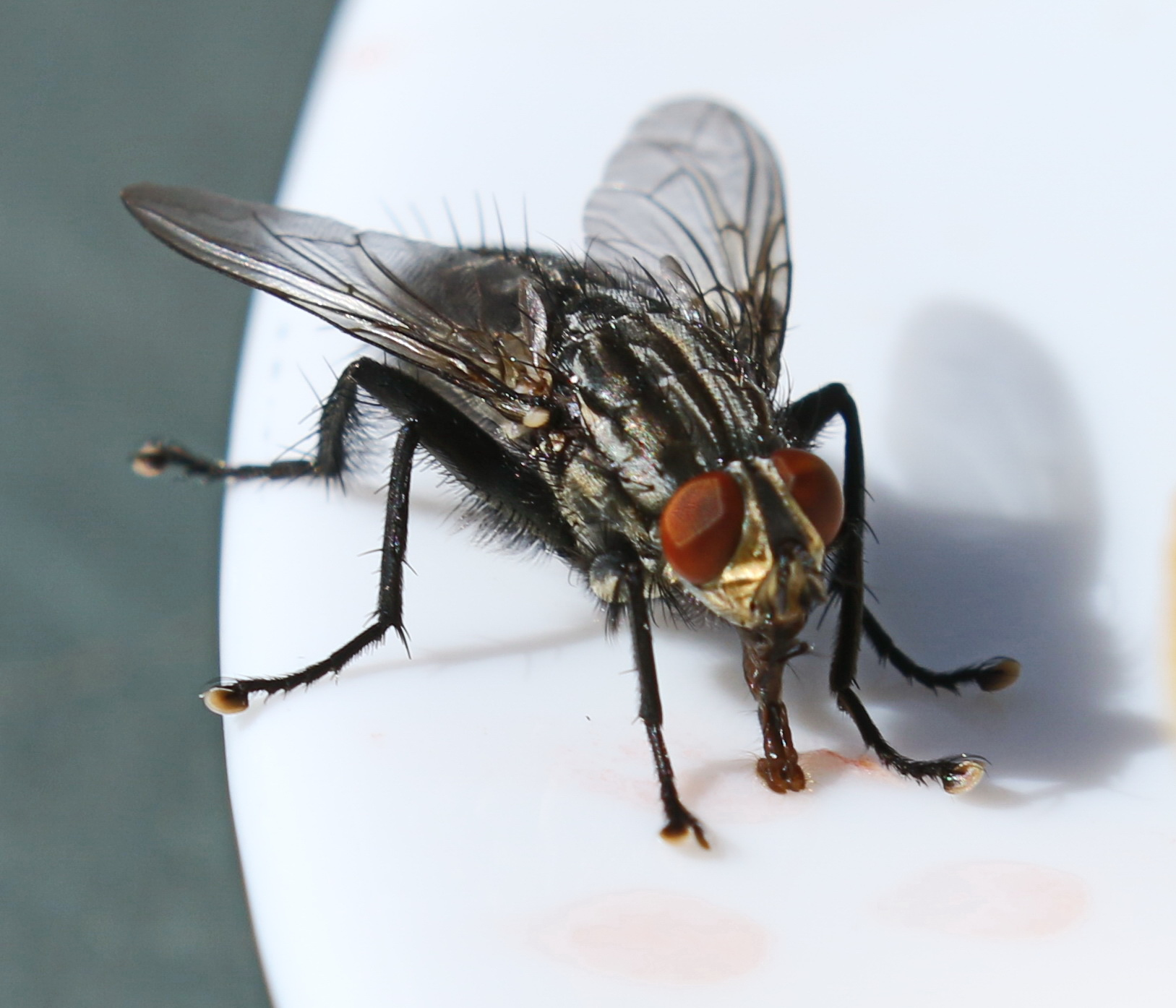
Husfluga (Musca domestica)
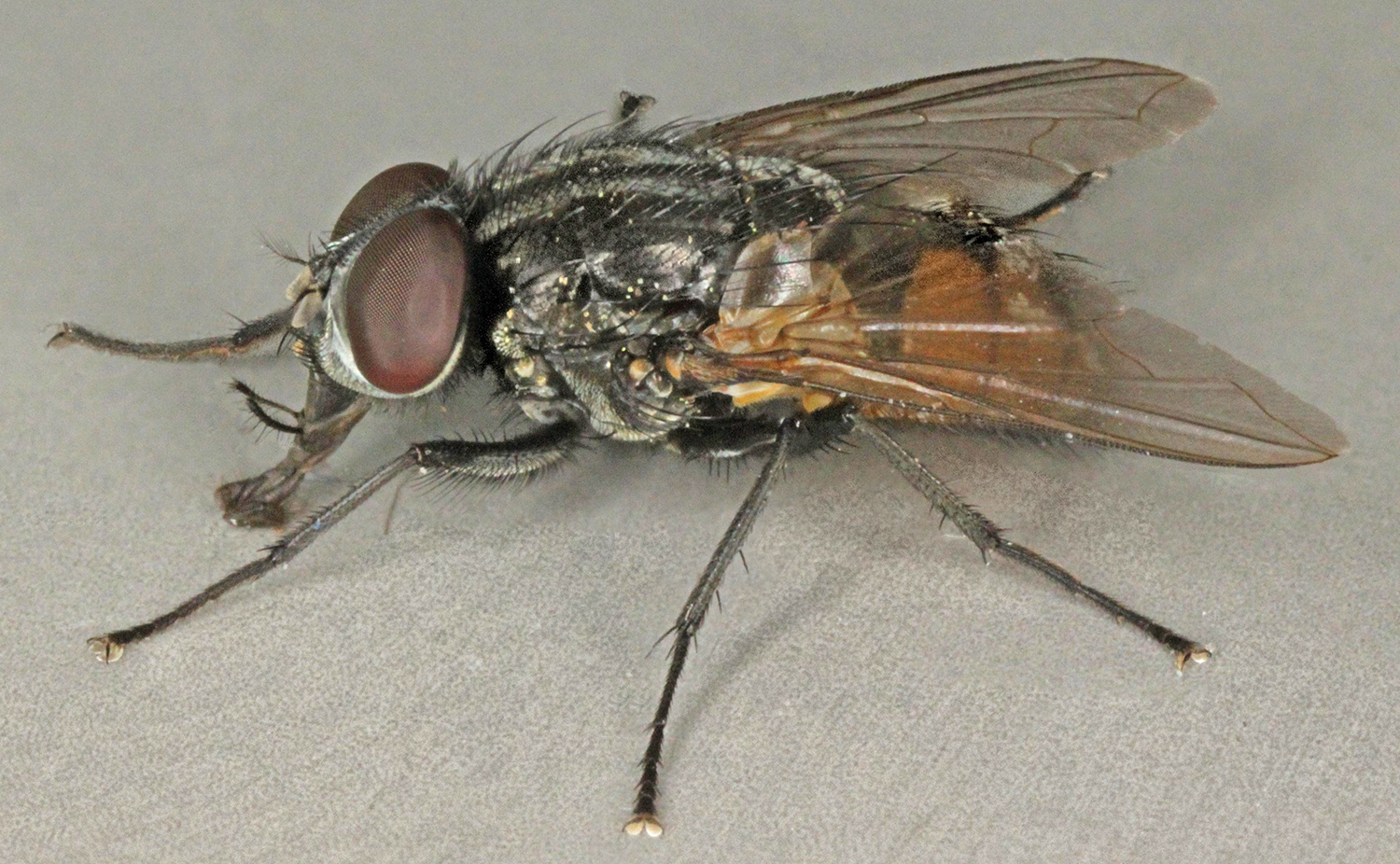
Höstfluga (Musca autumnalis)
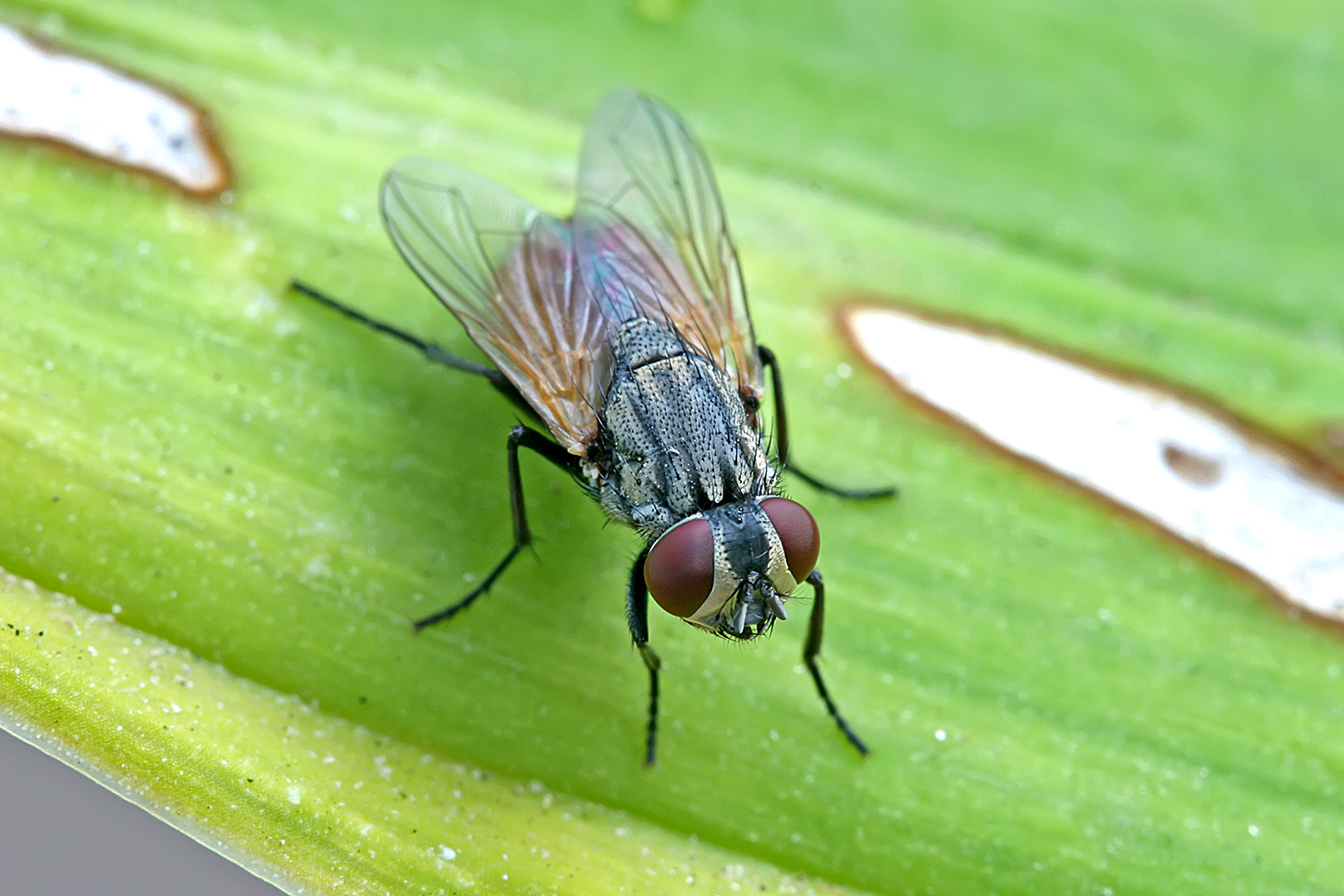
Musca sorbens
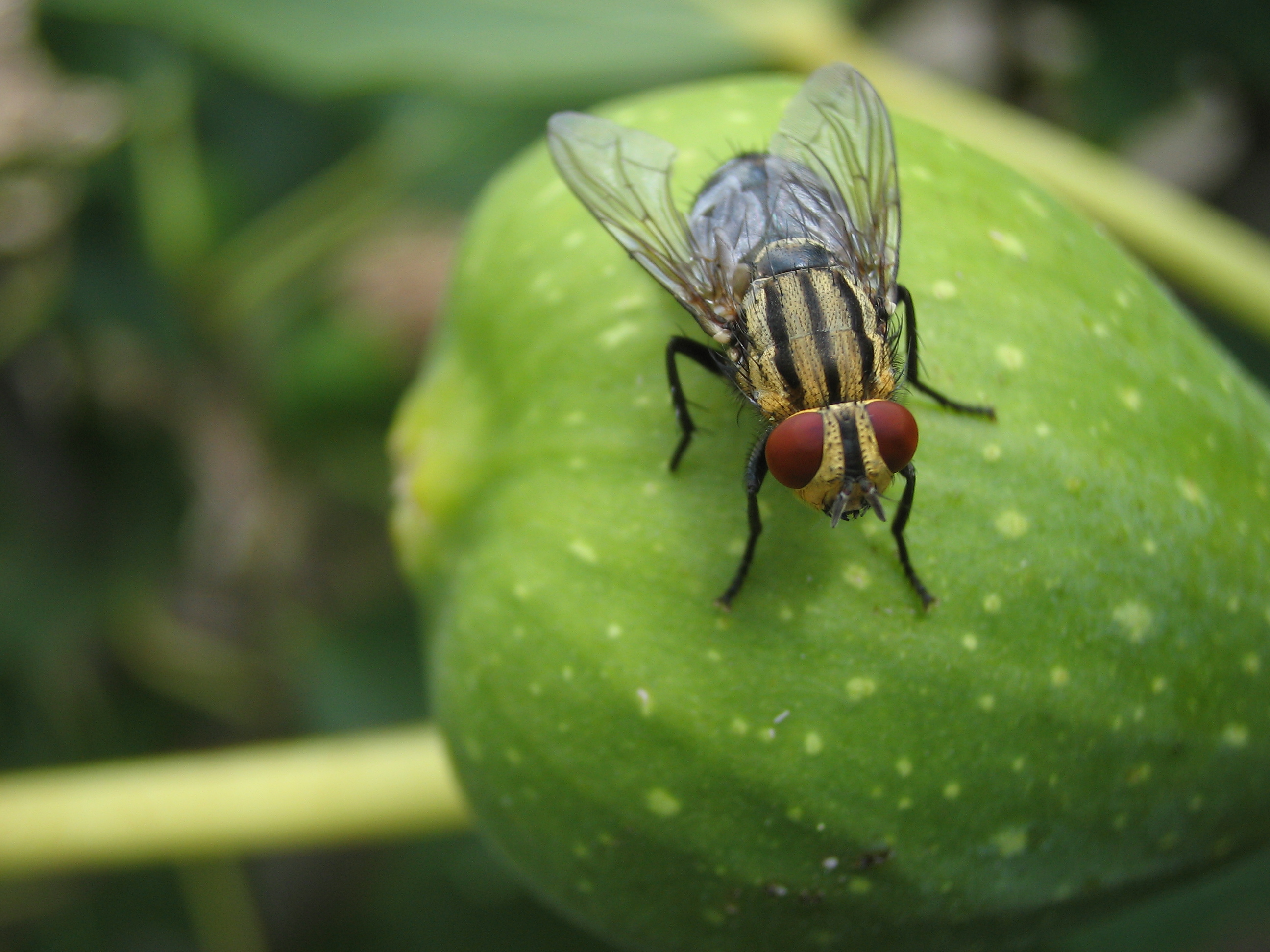
Musca vetustissima